# Dâmbul Pietros
Dâmbul Pietros (în maghiară Kövesdomb) este al doilea cel mai mare cartier din Târgu Mureș situat în partea sudică al municipiului între Orașul de Jos, Cartierele Gării, Budai Nagy Antal și Tudor Vladimirescu pe terasele din partea stângă a Mureșului. Înainte de anii 1970, aici au existat mai ales grădini. În timpul comunismului, s-a construit primul cartier complex din oraș proiectat după noul model socialist cu artere mari, blocuri cu zece etaje, complexe comerciale, piață agroalimentară, instituții de educație, cinematograf și parcuri.  

## Istoric
Siturile arheoloice din Dâmbul Pietros demonstrează că zona a fost locuită de către comunități omenești chiar din perioada Hallstatt, adică cuprinde intervalul de timp dintre secolele al XII-lea și al V-lea î.Hr. Pe terasa de deasupra drumului ce duce la Budiul Mic s-au găsit urme din era Latène și epoca bronzului.
Denumirea Dâmbul Pietros provine de la traducerea mot a mot a cuvântului Kövesdomb din limba maghiară, care face referire la starea pământului (numele apare pentru prima dată în 1638). Înainte de anii 1970, în zonă au fost mai ales grădini și terenuri cultivate. Pe terasele mai înalte viile au fost prezente mai preponderent, fapt atestat și de numele locului (Kishegyszőlő, în română Viile Dealului Mic). Aspectul agricol al Dâmbului îl arată faptul, că strada care a traversat cartierul se numea Városmajor, ceea ce în limba română înseamnă gospodăriile orașului.
Pe Harta Iosefină a Transilvaniei din 1769-1773 (Sectio 128) pe locul unde se află Dâmbul Pietros apare marcajul "Gericht" prin semnul π făcând referire la locuri publice de pedepsire a delicvenților în perioada medievală. În general locațiile au fost amplasate pe vârfurile dealurilor (de exemplu satul Hădăreni pe Sectio 125).
| “                            | În aceeași clădire în care se află oficiul poștal se află filiala nr. 3 a bibliotecii orașului. Datele enumerate de bibliotecar caracterizează pe noul cartier: «Această instituție a fost înființată în 1976. Astăzi avem 14.000 de volume, iar stocul nostru de cărți este îmbogățit cu treizeci, patruzeci de volume noi în fiecare săptămână. Marea majoritate a cititorilor noștri provin din cartier. Mi se pare foarte interesant modul în care cititorii noștri sunt împărțiți în funcție de vârstă și profesie. Din cele 2.055 de înscrieri din noiembrie, 369 erau muncitori, 169 intelectuali, 1.374 elevi și studenți, iar 143 pensionari și gospodine. Deci sunt mult mai mulți muncitori care vin la noi decât funcționari, profesori, ingineri și așa mai departe. Muncitorii au mai mult interes pentru cărți decât alte categorii de muncitori... Adevărat, față de peste treizeci de mii de oameni, numărul cititorii noștri nu este foarte mare.» | ” |
| — Ziarul Vörös Zászló (1980) | |   |

În 1912 primăria sub conducerea primarului dr. György Bernády a decis ca denumirea străzii principale să poarte numele omului politic Dániel Irányi⁠(hu)[traduceți], care a jucat un rol important atât în Revoluția și Războiul de Independență Maghiară din 1848–49, cât și în viața politică după Ausgleich. Chiar dacă după 1920 toate denumirile străzilor care au purtat nume ale personalităților de origine maghiară au fost modificate, din 1940 până în 1966 strada a primit înapoi vechiul nume. Totadtă, datorită presei locale se cunoaște că comisia responsabilă de proiectul construirii unui spital nou de către guvernul din Budapesta la ultima ședință din 1914 a respins idea cumpărării terenului aflat lângă Vila Csonka (se figurează pe lista monumentelor istorice sub codul LMI:  MS-II-m-B-15491) din Dâmbul Pietros. Între motivele evocate au fost costurile ridicate ale introducerii canalizării și apei potabile, respectiv poluarea de aer generată de fabricile de la marginea orașului. Astfel, s-a luat decizia ca terenul cumpărat să fie la Kosárdomb.
În perioada interbelică cetățenii din Dâmbul Pietros au făcut demersuri petru ca municipalitatea să rezolve lipsa apei potabile, canalizării și iluminatului public. În 1930 trăiau 500 de persoane în zonă, majoritatea locuitorilor fiind muncitori și angajați CFR. Potrivit unui ziar local, în 1951 locuitorii prin muncă voluntară cu sprijinul consiliului popular au săpat singuri 300 de metri șanț pentru rețeaua de apă.
În 1971, la data începerii construirii cartierului, pe Dâmbul Pietros erau 41 de case private. Până în 1978 erau preconizate finalizarea a 8 800 de apartamente, iar numărul de locuitori trebuia să ajungă până la 35 000. Șantierul era condus de Árpád Koszta, directorul Institutului de Proiectare din județul Mureș și pe parcurs, în 1975, au fost introduse modificări în proiect ca să facă față noilor reglementări adoptate în 1974 la București. Astfel, suprafața totală a parcurilor de joacă a trebuit să ajungă la 1 hectar. În cadrul proiectului artera principală, denumită din 1976 ca Bulevardul 1848, a fost prelungită până la strada Budiului. S-a planificat conectarea Bulevardului 1848 cu Bulevardul Pandurilor din cartierul Tudor, dar acest lucru nu s-a realizat.
Centrele comerciale din cartier aveau denumiri specifice care după Revoluția din 1989 s-au păstrat la nivel colocvial în rândul locuitorilor marcând unele zone din Dâmbul Pietros, respectiv sunt folosite în numele stațiilor de autobuz. Astfel, în rândul denumirilor fac parte următoarele:Univers, Saturn, Olimp, Cosmos

Imagini de epocă
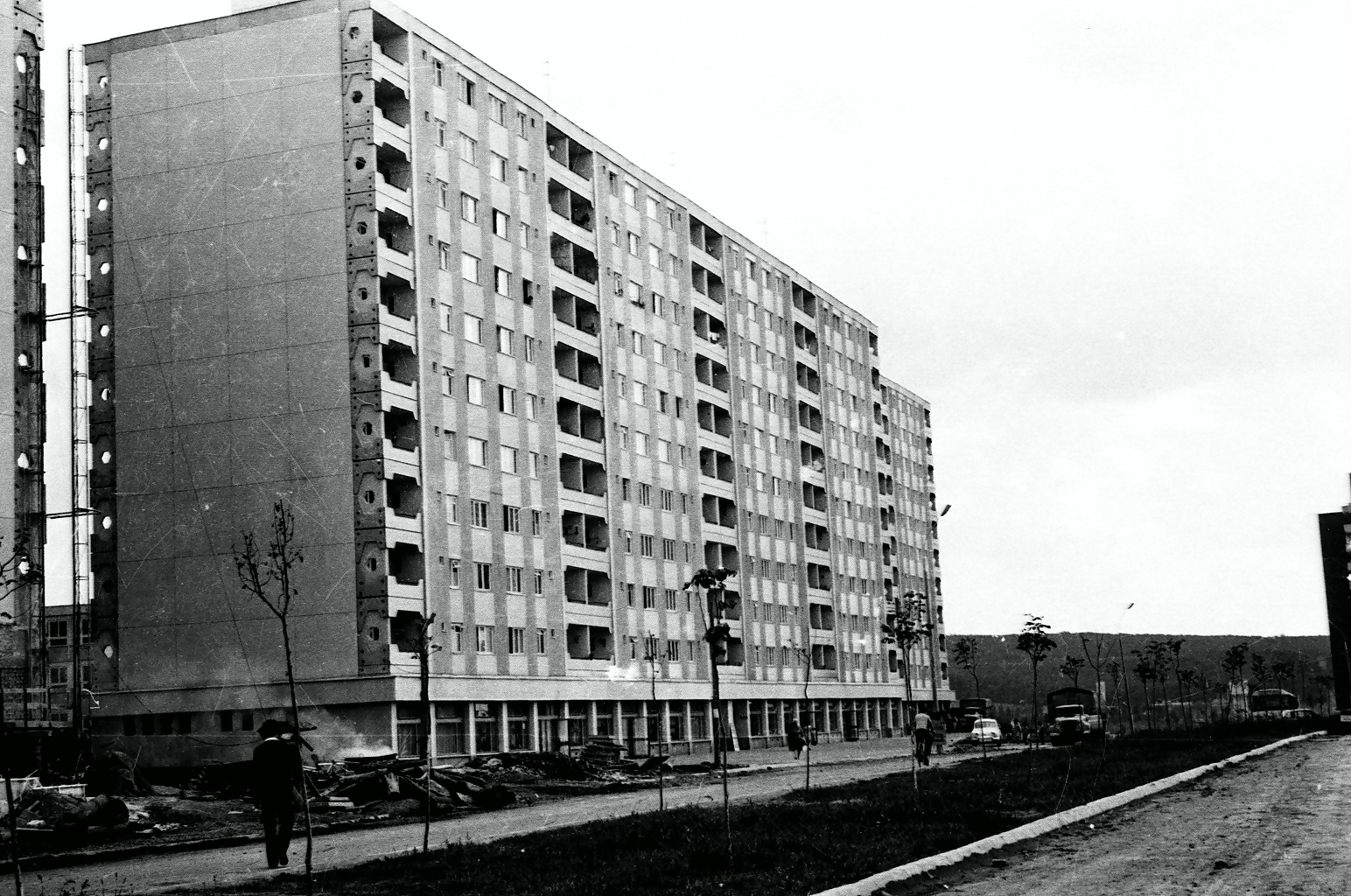
Bulevardul 1848, nr. 65
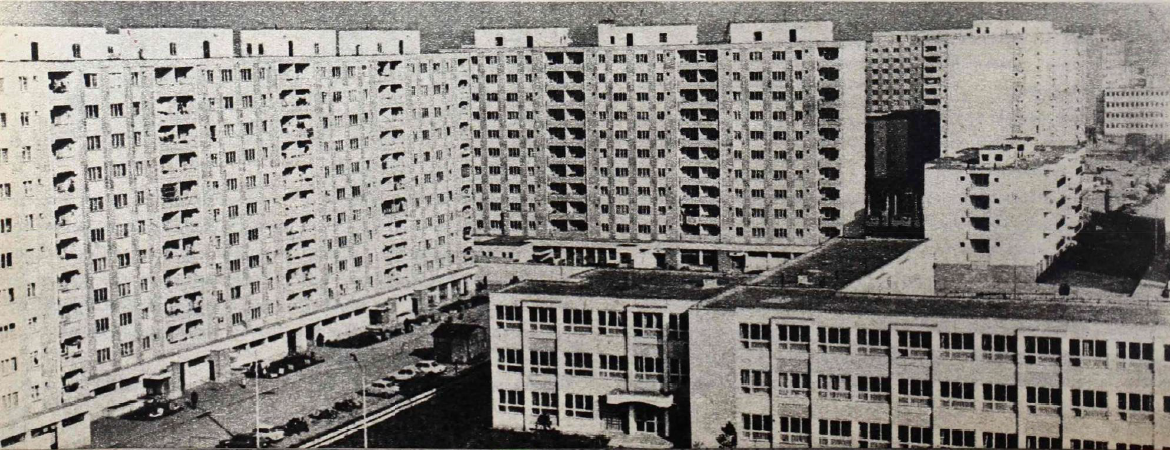
Blocuri de zece etaje și fosta Școala Generală nr. 15
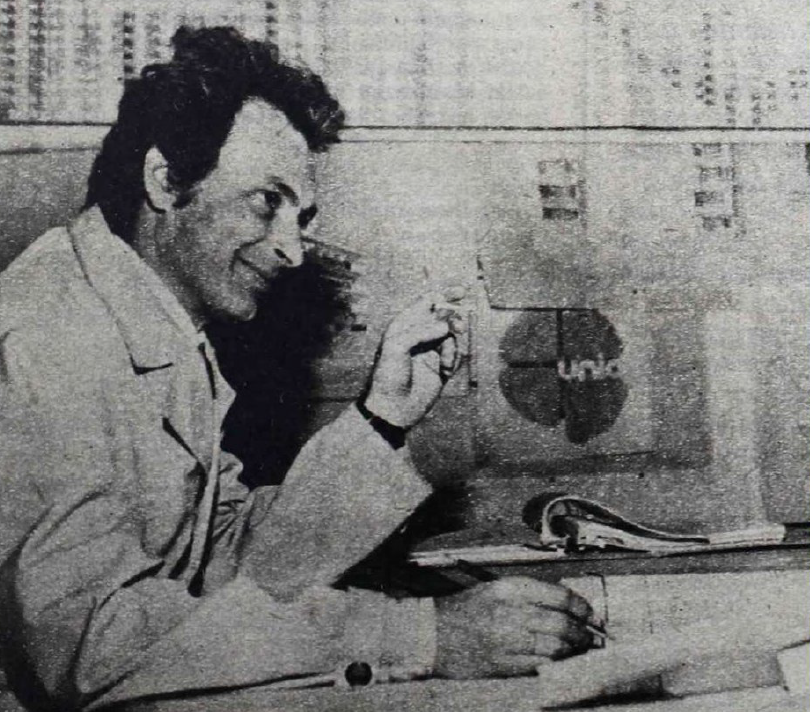
Árpád Koszta, inginer șef

## Locuri

### Ansamblul Artistic Mureșul
Ansamblul Secuiesc de Stat a fost înființat pe 1 octombrie 1956, cu 134 de membri pentru a pune în valoare cultura populară tradițională, portul, obiceiurile, cântecele și jocurile populare aparținătoare și specifice regiunii. Din anul 1990 Ansamblul Artistic Mureșul înființează cu două secții, maghiară și română, fiecare dintre acestea având compartimentele artistice (orchestră, corp de balet, soliști, personal tehnic) necesare realizării unor spectacole complexe. 
Sediul formației este în Parcul Mare din Bulevardul 1848, în fostul Cinematograf Unirea, renovat în 2006. Sala de spectacole are o capacitate de 332 locuri pe fotolii.

### Biserici

#### Biserica Reformată
Până în 1993 toți enoriașii reformați din Dâmbul Pietros au aprținut de Biserica din Orașul de Jos, care avea 7 000 de membri. Situația anormală a fost cauzată de faptul că condurcea orașului n-a vrut să aprobe cererile pentru autorizația de construcție a parohiilor din oraș. Despărțirea și înființarea unei parohii noi a avut loc în 1993. Deoarece primăria n-a dat teren pentru demararea construcției, parohia a cumpărat în 1996 din resurse proprii și ajutoare din partea enoriașilor germani o casă. Finalizarea bisericii a avut loc în 2000 în prezența episcopului de Cluj, Kálmán Csiha.

#### Biserica Romano-Catolică
Biserica Romano-Catolică Sfântul Nicoale din Dâmbul Pietros a fost construită între anii 1997-1999 și a fost sfințită de către arhiepiscopul din Alba Iulia, György Jakubinyi.

#### Biserica Unitariană
Chiar dacă în timpul comunismului s-a dublat numărul unitarienilor, numai după 1990 comunitatea a putut începe construcția unei noi biserici. Parohia a fost proiectată de către arhitectul Gábor Bayer în stilul bisericilor fortificate din Transilvania. Culoarea albă a pereților, specifică protestanților, este îmbinată cu motive florale pe acoperiș făcând astfel trimitere la stilul secesionist maghiar al Palatului Culturii. Pe turla bisericii este montat un ceas, iar în fiecare zi la ora 12 sunt trase clopotele. Construcția a durat între 1999 și 2006. În Sala Bözödi György din incinta complexului parohial sunt organizate expoziții artistice și diferite evenimente culturale.

### Altele

#### Cimitirul evreiesc ortodox
Cimitirul evreiesc ortodox (Strada Suceava, nr. 29) a fost fondată în 1923 de comunitatea iudaică minoritară din oraș care în perioada interbelică a încercat să se devină independentă, fapt manifestat între 1927-1928 prin construcția unui lăcaș de cult nou în centru. În perioada postbelică membri rămași ale celor două comunități s-au reunit, astfel cimitirul din Dâmbul Pietros nu mai este folosit. După 2010 comunitatea evreilor din Târgu Mureș a finalizat digitalizarea inventarului cimitirelor din municipiu care pot fi consultați liber pe pagina construită din acest scop.

## Instituții
- Ansamblul Artistic Mureșul

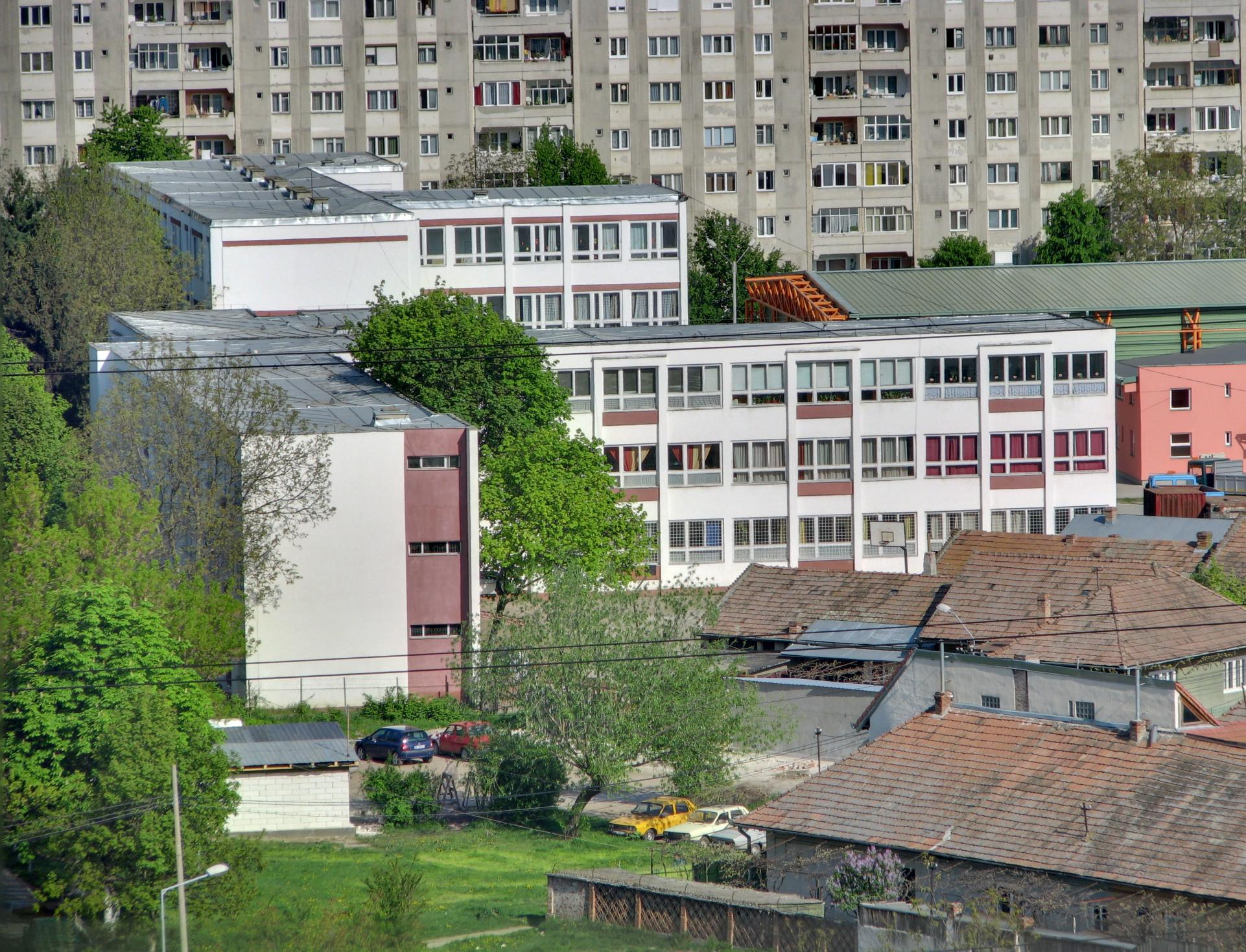
Școala gimnazială din cartier

- Biblioteca Județeană Mureș (Filiala nr. 3)
- Grădinița cu Program Prelungit „Albinuța”
- Grădinița cu Program Prelungit „Licurici”
- Grădinița cu Program Prelungit „Rândunica”
- Liceul Tehnologic „Avram Iancu”
- Liceul Tehnologic „Gheorghe Șincai”
- Gimnaziul „Liviu Rebreanu” (fosta Școala Generală nr. 17)
- Secția de Neonatologie și Preventoriu Copii

## Imagini

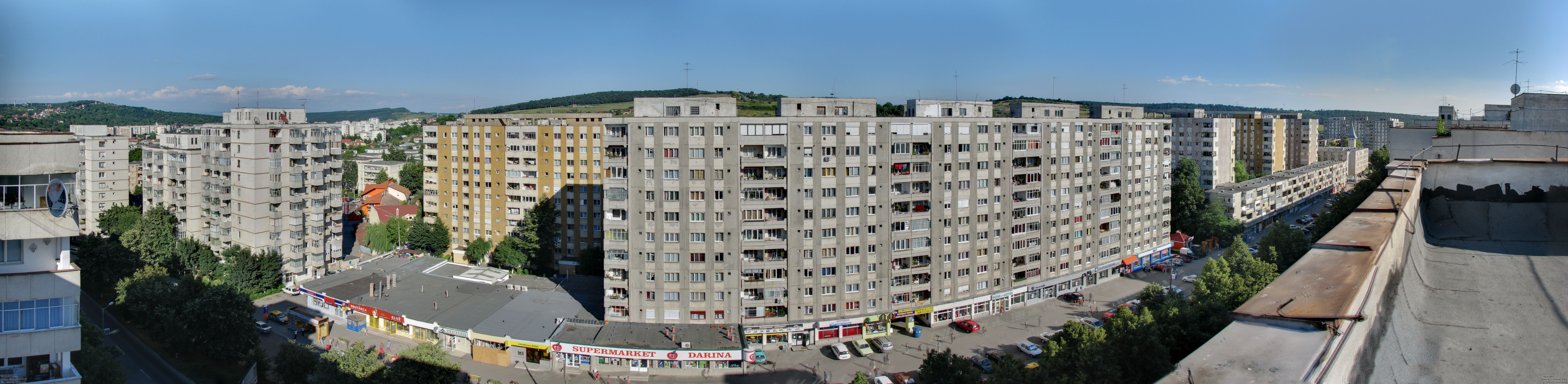
Complexul „Cosmos”
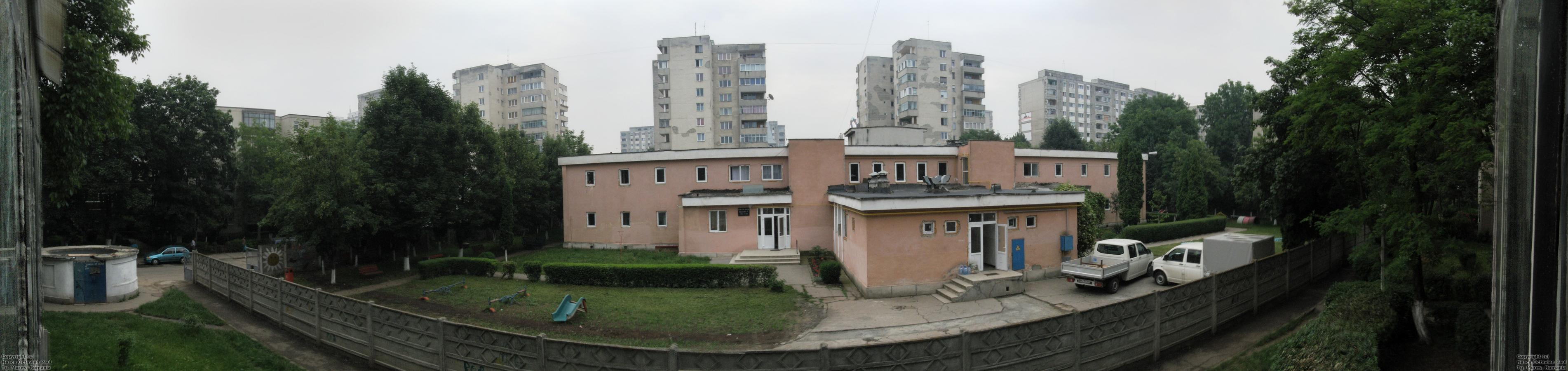
Grădinița cu Program Prelungit „Licurici”